# EMD GP7
EMD GP7 byla čtyřnápravová dieselelektrická lokomotiva vyráběná v letech 1949 až 1954 americkou firmou Electro-Motive Division (EMD), patřící do koncernu General Motors. Lokomotiva sdílela většinu vnitřních prvků se souběžně vyráběnými stroji F7, od kterých se ale odlišovala kapotovým uspořádáním. S více než 2 700 kusy šlo o první komerčně úspěšnou lokomotivu určenou pro posun i traťovou službu, tzv. road switcher, tohoto výrobce.

## Vývoj
Po 2. světové válce byla společnost EMD vedoucím americkým výrobcem dieselových lokomotiv. V té době byly dominantním typem traťových lokomotiv stroje skříňového uspořádání, jako například F3, na trhu se ale postupně začínaly prosazovat lokomotivy koncepce road switcher. Za vůbec první lokomotivu tohoto typu je považován model RS-1 konkurenční společnosti ALCO, představený již roku 1941. Šlo o lokomotivy kapotového uspořádání vhodné jak pro posun, tak lehčí traťovou službu, jejichž výhodami v porovnání s klasickými skříňovými lokomotivami byl lepší výhled ze stanoviště, snazší přístup k vnitřním komponentům při údržbě a nižší pořizovací náklady, dané mimo jiné eliminací složitého vnějšího opláštění.
Když se ukázalo, že toto uspořádání má slibnou budoucnost, i EMD se jako poslední z výrobců rozhodlo vyvinout vlastní road switcher. Prvním nepříliš úspěšným pokusem se staly lokomotivy BL2, které sice obsluze nabízely lepší výhled, ale zachovávaly si boční nosnou konstrukci, podobnou jako u skříňových lokomotiv F. V roce 1949 však byl představen nový model GP7, u něhož již nosnou funkci plnil pouze rám lokomotivy. Původním záměrem bylo navrhnout lokomotivu vhodnou pro vedlejší tratě, což ilustrují i slova konstruktéra Richarda Dilwortha, že jeho snem bylo vytvořit lokomotivu tak ošklivou, aby ji vedení žádné železniční společnosti nechtělo nasazovat na hlavní tratě. I přesto se z GP7 stal univerzální stroj, nasazovaným na téměř všechny typy výkonů. GP v označení lokomotivy je zkratkou slov General Purpose, tedy lokomotiva pro všeobecné použití. Tuto zkratku EMD používalo i u následujících čtyřnápravových lokomotiv až do ukončení jejich výroby v 90. letech, díky anglické výslovnosti se pro všechny tyto lokomotivy vžila přezdívka „Geep“. Číslice „7“ je pak shodná s v té době vyráběnými stroji F7, se kterými GP7 sdílí velké množství konstrukčních celků.

## Výroba

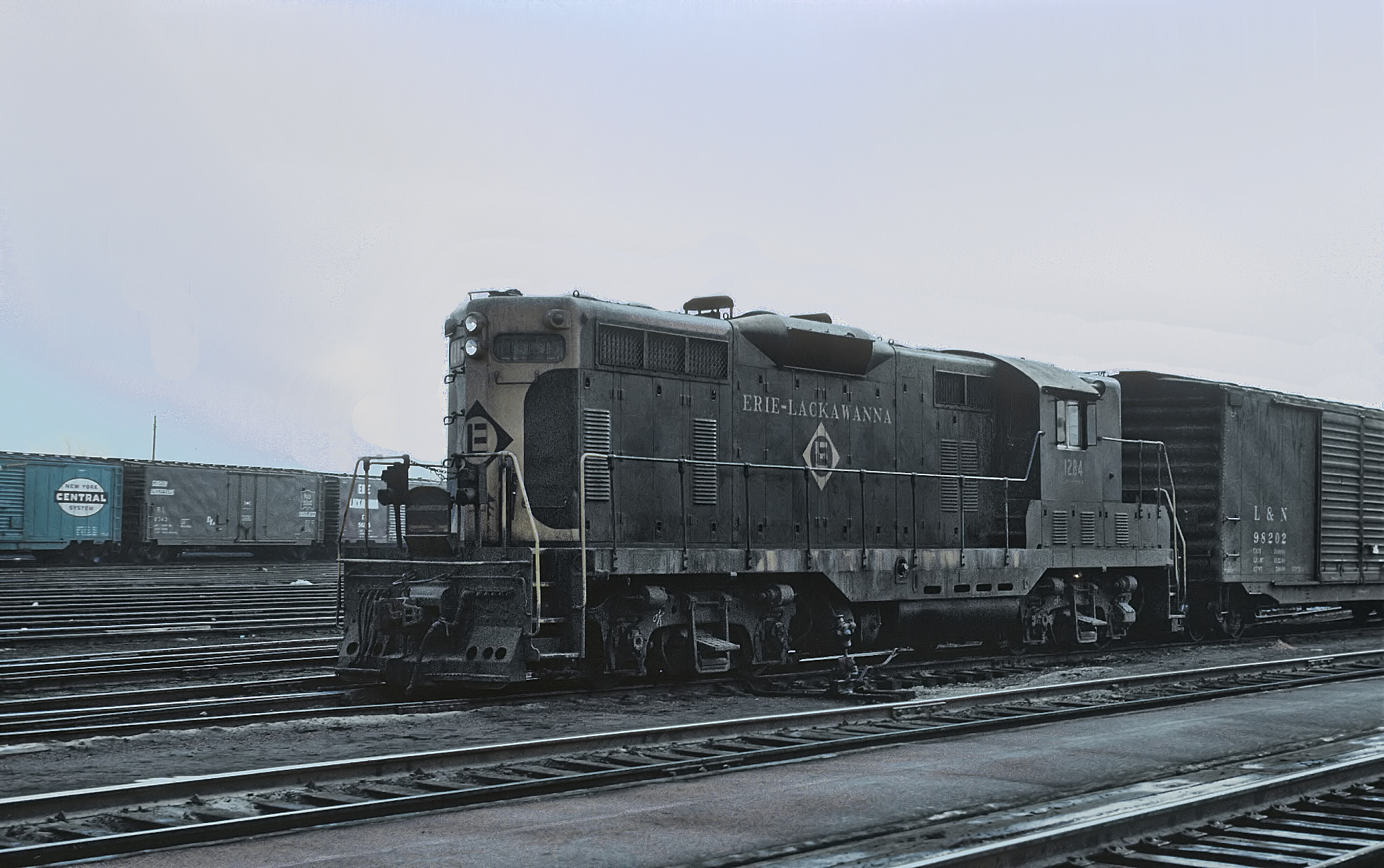
GP7 vybavená elektrodynamickou brzdou

První tři prototypy byly ke konci roku 1949 odeslány na předváděcí turné po Spojených státech, podobně jako model FT o dekádu dříve. Třetí prototyp byl zároveň první lokomotivou vyrobenou v nově otevřeném závodě v Clevelandu. Model GP7 se stal okamžitým úspěchem, který zpopularizoval koncept kapotových traťových lokomotiv a EMD zajistil přední příčku i v této oblasti. Ač byla původně GP7 plánována jako strohá a levná lokomotiva – v jistém slova smyslu model T amerických železnic – bez vymožeností, za jaké byla považována elektrodynamická brzda, automatická změna zapojení trakčních motorů, či dokonce ampérmetr trakčních proudů, většina zákazníků si své stroje objednávala s těmito i dalšími prvky. V roce 1954 byla GP7 ve výrobě nahrazena ještě úspěšnějším modelem GP9. Celkem bylo postaveno 2 729 lokomotiv tohoto typu, kromě závodů EMD v La Grange a Clevelandu výroba probíhala i v kanadské filiálce General Motors Diesel v Londonu, která od roku 1950 kompletovala lokomotivy primárně pro kanadský trh. Vyrobeno bylo i 5 lokomotiv GP7B bez stanoviště obsluhy. Souběžně vyráběné lokomotivy F7 byly sice ještě úspěšnější s více než 4 000 vyrobenými kusy, ale srovnání nástupnických modelů GP9 a F9 už vyznívá jasně ve prospěch kapotového modelu s 4 200 kusy proti méně než 400 exemplářům lokomotiv F9, FP9 a FL9.

## Popis

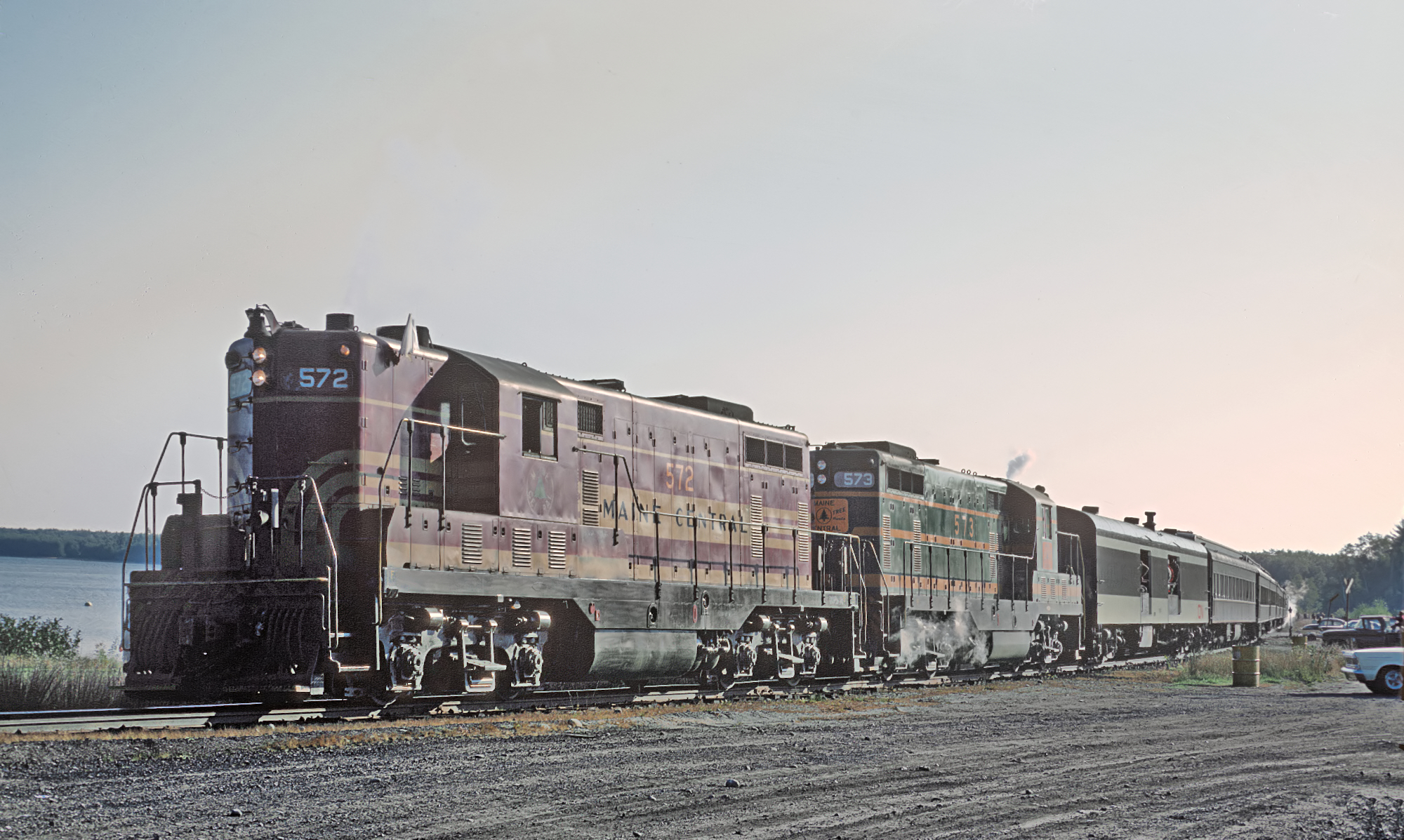
Dvojice lokomotiv GP7, obě jsou vybaveny parním generátorem

GP7 byla čtyřnápravová kapotová lokomotiva s uspořádáním pojezdu Bo′Bo′. Využívala prakticky stejné součásti jako skříňová lokomotiva F7, na rozdíl od té byl ale jejím jediným nosným prvkem rám a úzké kapoty pouze zakrývaly vnitřní komponenty. Delší z kapot ukrývala spalovací motor, trakční generátor a pomocné pohony, pod kratší kapotou pak byly umístěny baterie a u lokomotiv vybavených vytápěním souprav i parní generátor, jehož přítomnost lze určit podle komínu vyvedeného na střeše. Palivová nádrž byla zavěšena pod rámem mezi podvozky, stejně jako příčně uložené vzduchojemy. U některých lokomotiv byly vzduchojemy umístěny podélně na střeše, aby se prostor pod rámem uvolnil zvětšené vodní (pro parní vytápění) nebo palivové nádrži. Zatímco většina železničních společností si lokomotivy objednala s krátkou kapotou označenou jako přední, určité železnice preferovaly jízdu dlouhou kapotou napřed, a některé lokomotivy byly dokonce vybaveny zdvojenými ovládacími prvky pro obousměrný provoz.
Lokomotivu GP7 poháněl šestnáctiválcový dvoudobý vznětový motor s válci do V typu 16-567B přeplňovaný dvěma Rootsovými dmychadly o výkonu 1 500 koňských sil (asi 1 100 kW). Při vrtání 8,5 palců (216 mm) a zdvihu 10 palců (254 mm) byl zdvihový objem jednoho válce 567 krychlových palců (9,29 l), odtud plynulo i označení motoru. Pružnou spojkou byl se spalovacím motorem spojen trakční generátor D12 o jmenovitém napětí 600 V a na stejné hřídeli umístěný alternátor D14 o výkonu 80 kW, napájející motory ventilátorů chlazení vodního okruhu spalovacího motoru a chlazení trakčních motorů. V podvozcích typu Blomberg B byly zavěšeny tlapové trakční motory D27. Maximální rychlost lokomotivy a trvalá tažná síla závisely na použitém převodovém poměru, například při převodu 62:15 byla maximální rychlost 105 km/h. Zapojení trakčních motorů se měnilo mezi sérioparalelní a paralelní kombinací, obvykle automaticky. Odporníky EDB, pokud jí byla lokomotiva vybavena, byly umístěny v horní střední části lokomotivy pod charakteristickými výčnělky.